# Darkseid
Darkseid (dɑːksaɪd), noto come "il Tiranno di Apokolips", è un personaggio dei fumetti statunitensi pubblicati da DC Comics. Creato da Jack Kirby (testi e disegni) e Al Plastino (disegni), debutta nelle pagine di Superman's Pal Jimmy Olsen n. 134 (dicembre 1970).
Compare generalmente come avversario di Superman e della Justice League (e soprattutto arcinemico dell'Altopadre) e si trova al sesto posto della classifica dei cento villain più importanti dei fumetti secondo IGN.

## Storia editoriale
Darkseid fu creato dallo scrittore e disegnatore Jack Kirby con lo scopo di essere il principale antagonista della saga cosmica "Quarto Mondo". Il personaggio fa la sua comparsa inizialmente in una serie di cameo, partendo da Superman's Pal Jimmy Olsen n. 134 nel dicembre 1970, per poi fare la sua prima apparizione completa in Forever People n. 1, nel febbraio 1971. Kirby modellò il volto di Darkseid sull'attore Jack Palance e basò la sua personalità su Adolf Hitler e Richard Nixon.
Sebbene Darkseid fosse stato originariamente concepito come il principale antagonista dei Nuovi Dei, nel tempo è diventato molto più noto come acerrimo nemico di Superman e della Justice League.
Darkseid ha avuto una grande influenza nella cultura pop e in altri fumetti; in particolare, la creazione di Kirby è considerata l'ispirazione per il noto villain della Marvel Comics, Thanos.

## Biografia del personaggio

### Le origini
Figlio secondogenito del potente Re Yuga Khan e della Regina Heggra, Darkseid nasce con il nome di Uxas ed è il principe guerriero del pianeta Apokolips.
Quando suo fratello maggiore Drax sta per salire al trono ed ereditare l'eccezionale Forza Omega, Uxas lo uccide senza pietà rivendicando tale potere per sé: al primo contatto con essa, tuttavia, viene trasformato in un essere roccioso e mostruoso ed è così che sceglie il nome di Darkseid. Più tardi si innamora della scienziata e strega Suli dalla quale ha un figlio, Kalibak; poco dopo essa viene avvelenata a morte da Heggra, convinta che la donna stesse corrompendo suo figlio: a seguito di questo lutto Darkseid diviene ancora più spietato tanto da ordinare al suo sottoposto Desaad di avvelenare la madre, la cui morte gli consente di divenire finalmente il monarca supremo del suo pianeta. In seguito dalla breve unione con Tigra nasce Orion.
Apokolips è da sempre in guerra con il suo pianeta gemello Nuova Genesi, terra natale dei Nuovi Dei governata con saggezza dal re noto come Altopadre; questi riesce a risolvere diplomaticamente il conflitto e, per suggellare tale pace, i due sovrani scambiano i loro figli: Orion finisce su Nuova Genesi e Scott Free, anche noto come il maestro escapista Mister Miracle, su Apokolips. Mentre Darkseid sottopone il figlio adottivo a continue vessazioni e angherie, Orion cresce secondo i retti valori impartiti dall'Altopadre divenendo un eroe.
Darkseid teme da sempre l'avverarsi di una profezia secondo cui troverà la morte per mano del suo stesso figlio in una battaglia che prenderà il nome di Armaghetto: ossessionato da questo pensiero il tiranno ordina la morte di Orion, ma l'assassinio viene sventato.
Da sempre ossessionato dal potere divino, che desidera unicamente per sé, Darkseid teme le altre divinità del Multiverso e per scoprire dove si nascondono le divinità elleniche sulla Terra ordina l'invasione di Themyscira incontrando la fiera resistenza delle Amazzoni, che combattono il suo esercito di Parademoni con grandi perdite. Wonder Woman dà poi la caccia all'alieno, desiderosa di vendicare le sue sorelle cadute: per fare ciò la supereroina pone un frammento della propria anima nel corpo di Darkseid con l'intento di indebolirne i poteri.
L'obiettivo finale di Darkseid è quello di eliminare il libero arbitrio dal Multiverso riplasmandolo a sua immagine e assoggettando tutti gli abitanti al suo volere: a tale scopo il suo obiettivo ultimo è scoprire la misteriosa Equazione dell'Anti-vita, in grado di controllare mentalmente ed emotivamente tutti gli esseri viventi che a questa vengono esposti. Darkseid ha conquistato tantissimi pianeti nel Multiverso ma ha sempre fallito con la Terra, cosa che lo ossessionerà negli anni. Tra i suoi sottoposti vi sono anche Glorioso Godfrey, in grado di controllare la mente delle persone con la propria voce, e la cabala criminale nota come Intergang, i cui membri hanno plasmato una vera e propria religione ispirandosi alle divinità di Apokolips.

### Legends
Nella miniserie crossover Legends, Darkseid prepara un piano che avrà lo scopo di far perdere ai suoi nemici la propria autostima e la fiducia della gente americana perché il punto fondamentale del piano è far perdere agli eroi gli ideali per cui combattono.
Per iniziare il tentativo, il tiranno di Apokolips manda sulla terra Brimstone, che se la vede con Firestorm, contemporaneamente a Star City c'è uno scontro tra Deadshot e Flash che finisce con il trionfo di quest'ultimo, il quale si dirige alla torre dei Giovani Titani.
Subito dopo Darkseid manda un altro suo servitore, Macroman che si scontra con Capitan Marvel il quale però uccide l'avversario per sbaglio nel mezzo della sua trasformazione da super-eroe a Billy Batson e in seguito all'avvenimento l'eroe decide di non trasformarsi più, favorendo così la riuscita del piano di Darkseid, in quanto Billy Batson avendo perso la sua autostima come previsto non sarebbe più potuto intervenire.
La battaglia con Brimstone infuria e in aiuto a Firestorm arrivano i soccorsi di Cosmic Boy, Murthian Manunther e la nuova Justice League of America, ma nonostante gli sforzi il mostro si dimostra troppo forte e per tenergli testa è dovuta intervenire la Squadra Suicida.
Nello stesso momento si verificano varie aggressioni degli americani contro i Metaumani, a Gotham Batman e Robin vengono aggrediti dalla folla e lo stesso accade a Guy Gardner e Blue Beetle, ma solo il Ragazzo Meraviglia verrà ferito e poi ricoverato.
Il piano di Darkseid stava procedendo bene, i nemici del tiranno di Apokolips stavano perdendo la fiducia in loro stessi e gli ideali per essere eroi.
Il Presidente degli Stati Uniti, preoccupato per la situazione, decide di togliere ai super-eroi il diritto di intervenire per fare il loro lavoro, Superman è il primo a obbedire agli ordini, ma non tutti i Metaumani obbediranno e, nel frattempo, la battaglia con Brimstone volge al termine, perché alla fine viene sconfitto.
Vedendo la sconfitta di entrambi i suoi sottoposti, Darkseid manda sulla terra i suoi Parademoni, la battaglia per i super-eroi comincia a volgere a favore e il ritorno del Dottor Fate, di Capitan Marvel e di Wonder Woman mette la vittoria in cassaforte.
Dopo aver sconfitto anche Glorius Godfrey, che manipolava la mente del popolo, anche la fiducia dei cittadini viene riconquistata e Darkseid che ha seguito a distanza in compagnia dello Straniero Fantasma sulla sua nave, torna in meditazione per elaborare un altro piano.

### Sette soldati della vittoria
Nella miniserie Mister Miracle scritta da Grant Morrison, parte del progetto Sette soldati della vittoria, viene rivelato che Darkseid ha finalmente scoperto l'Equazione Anti-Vita, che ha usato per distruggere il cosiddetto Quarto Mondo. Tale apocalisse, ha costretto i Nuovi Dei a volare sulla Terra, camuffandosi e trovandovi un rifugio segreto. Lo stesso Darkseid assume le sembianze umane del leader di una gang criminale, facendosi chiamare Boss Dark Side.

### Crisi finale
Come predetto dalla profezia, Orion giunge sulla Terra attraverso un Boomdotto per la battaglia finale contro il padre. Nel corso di questo devastante scontro, Orion uccide Darkseid, strappandogli letteralmente il cuore dal petto. Dal buco nel petto del tiranno si genera conseguentemente un Pozzo Infernale di Apokolips. Si viene a scoprire che però l'essenza vitale di Darkseid è sopravvissuta, viaggiando indietro nel tempo e rinascendo proprio come Boss Dark Side. Tale resurrezione è favorita da un servitore del villain, Libra.
Di nuovo legato alla sua forma umana, Darkseid compie numerosi crimini e misfatti, specie contro i supereroi della Terra. In Crisi finale prende il via il suo piano definitivo di conquista della Terra e corruzione del Multiverso, il tutto con l'aiuto di Libra, che presto porta dalla sua parte la Società segreta dei supercriminali e altri villain per mezzo della Bibbia del Crimine. Senza dimenticare il prezioso contributo di altri Nuovi Dei malvagi.
Dark Boss Side, che sceglie il corpo del detective Dan Turpin come avatar finale per tornare nei panni di Darkseid, riesce nel suo piano di rinascita e conquista, con il pianeta Terra quasi interamente schiavo dell'Equazione Anti-Vita. È Batman a opporsi al tiranno, sparandogli con uno speciale proiettile radioattivo (lo stesso che aveva ucciso Orion poco tempo prima), mentre Darkseid colpisce simultaneamente il Cavaliere Oscuro con i suoi raggi Omega, uccidendolo apparentemente (ma in realtà trasportandolo nella preistoria). Nel momento in cui il Multiverso sembra essere spacciato, Superman affronta il tiranno, furioso per la morte del suo "collega" e amico: l'Uomo d'Acciaio non può però uccidere Darkseid finché la popolazione terrestre sarà a lui connessa per mezzo dell'Equazione Anti-Vita, condividendone il fato.
Ben presto, l'intervento dei due Flash, Barry Allen e Wally West, che portano Black Racer a contatto con Darkseid, permette a Turpin di liberarsi dal controllo del criminale, mentre Wonder Woman intrappola lo spirito dell'alieno grazie al suo miracoloso lazo, cosa che libera l'umanità dal controllo dell'Equazione Anti-Vita. Superman poi va a distruggere l'essenza stessa di Darkseid, la cui energia però alberga ancora nel corpo di Batman, scagliato nel passato remoto. Lo stesso Crociato Incappucciato compie una vera e propria odissea nel tempo, fino alla fine dei tempi, dissipando tale energia oscura.

### The New 52
Nel rilancio editoriale The New 52, le origini di Darkseid, come quelle di molti altri personaggi della casa editrice, vengono rivedute. Cinque anni nel passato rispetto alla nuova continuity DC Comics, il tiranno ha invaso la Terra con il suo esercito di Parademoni. La sua apparizione porta di fatto alla formazione della Justice League, composta da Superman, Batman, Wonder Woman, Flash, Lanterna Verde, Aquaman e Cyborg (la cui "nascita" è causata proprio da una Scatola Madre di Apokolips). Il villain si ritira dalla battaglia infastidito dalla debolezza dagli avversari e promettendo un suo ritorno.
Mentre Dakseid invade Terra Prime, il suo luogotenente, suo zio Steppenwolf, faceva lo stesso con la realtà alternativa di Terra-2, evento che porta alla morte dei Superman, Batman e Wonder Woman di questo universo. Nel presente, Darkseid invade di persona Terra-2, distruggendola.
Anche in questa nuova continuity, Darkseid nasce come Uxas, un comune mortale che odia le proprie divinità per ragioni personali. Decide dunque di annientarle portandole a scontrarsi tra loro, e uccidendole una volta indebolitesi, rubando poi il loro potere che gli consente di distruggere il suo mondo e creare Apokolips.
Più tardi, nel corso dell'evento noto come la Guerra di Darkseid, il Tiranno di Apokolips sfida sulla Terra l'Anti-Monitor, entità onnipotente che un tempo era uno scienziato suo sottoposto di nome Mobius. A sua volta, Mobius crede che uccidendo Darkseid potrà liberarsi della forma dell'Anti-Monitor: questi dunque fonde Flash e Black Racer in un essere potentissimo che riesce a uccidere il Tiranno di Apokolips, evento che provoca un grave squilibrio tra Bene e Male nel Multiverso. È quindi Lex Luthor a farsi carico di questa pesante eredità, divenendo il nuovo Darkseid.

## Personaggi comprimari
Dell'Elite di Darkseid fanno parte:
- Desaad, è il maestro torturatore. Darkseid l'ha ucciso e resuscitato più volte.
- Granny Goodness, la direttrice dell'"orfanotrofio" che educa i giovani ad essere fedeli soldati di Darkseid.
- Kalibak, figlio di Darkseid, dotato di invulnerabilità e di una forza immensa, ma non molto intelligente. Tra l'altro odia profondamente il suo fratellastro Orion, l'altro figlio del tiranno di Apokolips.
- Amazing Grace e Glorius Godfrey, hanno il potere di controllare e manipolare le menti.
- Kanto, è un killer professionista.
- Virman Vundabar, è uno stratega, che si veste come i generali prussiani del XIX secolo.

## Poteri e abilità
Già prima di divenire Darkseid Uxas era dotato di incredibili capacità sia fisiche che mentali, ma dopo aver ottenuto la Omega Force  (una forza universale) la sua forza e i suoi poteri aumentarono al punto di divenire uno dei più potenti e pericolosi esseri dell'universo DC; nonostante questo preferisce agire attraverso i suoi subordinati.
La sua forza nella sua forma da avatar è talmente grande da permettergli di mettere in grande difficoltà Superman, distruggere l'Anello di Lanterna Verde semplicemente stringendolo nella mano e non è stato minimamente infastidito dai colpi di Lobo. I suoi tempi di reazione vengono misurati in microsecondi e a volte è riuscito a cogliere di sorpresa Superman. Come tutti i suoi simili non ha bisogno di cibo, acqua o aria, non invecchia e non sente la fatica se non contro avversari particolarmente forti (ad esempio sfidare da solo l'intero corpo delle Lanterne Rosse).
Il suo potere più terrificante sono i raggi che emette dagli occhi: questi, conosciuti come Effetto Omega, si fissano sul bersaglio e lo rintracciano ovunque si trovi, non importa quale protezione venga interposta. Il bersaglio può subire uno dei seguenti effetti: possono disintegrarlo, teletrasportarlo attraverso lo spazio/tempo e sono in grado perfino di resuscitare esseri che hanno disintegrato. Darkseid inoltre può lanciare i suoi raggi anche attraverso gli occhi di altri persone.
Darkseid è inoltre un genio in vari campi come la politica, la strategia e la tattica, è un maestro nelle arti marziali di Apokolips ed è totalmente immune al controllo mentale, ipnotico e magico e a qualsiasi malattia, veleno e droga; vanta inoltre un controllo totale sulla materia, sull'energia e sulla magia bianca e nera. Darkseid è capace anche di volare, creare campi di forza ed è dotato di grandi capacità telepatiche e telecinetiche.
L'unico suo punto debole può essere ravvisato nel suo tremendo senso dell'onore, che a volte sorpassa il suo essere senza scrupoli: quando ritiene che i suoi oppositori abbiano servito onorevolmente la loro causa concede loro di vivere, mentre quando è stufo della battaglia per la debolezza dell'avversario preferisce andarsene.
Come tutti i Nuovi Dei, sulla Terra le sue dimensioni sono ristrette dal boomdotto: nella sua vera forma è in grado di tenere i pianeti in mano e i suoi poteri lo rendono quasi un dio.

## Altre versioni
Nell'universo Amalgam Comics Darkseid viene fuso con un altro tiranno spaziale, Thanos, dando vita a Thanoseid.

## Altri media

### Cinema

#### Progetti abbandonati
Nel 2014, Bryan Singer ha rivelato che durante lo sviluppo iniziale del sequel di Superman Returns (2006), Darkseid era stato considerato come antagonista principale.

#### DC Extended Universe

Darkseid interpretato attraverso motion capture da Ray Porter nel film Zack Snyder's Justice League (2021)

Darkseid è l'antagonista principale del DC Extended Universe (DCEU):
- Nel film Batman v Superman: Dawn of Justice (2016) viene indirettamente menzionato in una scena in cui Bruce Wayne fa un sogno premonitore su un futuro distopico in cui il tiranno, con l'aiuto di Superman divenuto malvagio e di un esercito di feroci alieni insettoidi chiamati Parademoni, ha conquistato la Terra dal momento che tutti i supereroi sono stati sterminati e l'unico ancora in vita è un oramai vecchio e stanco Batman alla guida di una disperata resistenza. Sul terreno e sulla divisa dei soldati di Darkseid si può scorgere impressa la lettera Omega.
- Inizialmente era previsto apparisse come antagonista principale nel film Justice League (2017) ma fu rimosso dalle modifiche apportate in post-produzione da parte di Joss Whedon.
- Darkseid è apparso per la prima volta in Zack Snyder's Justice League (versione del regista del film del 2017 uscita nel 2021), interpretato attraverso motion capture da Ray Porter, si tratta della prima apparizione in live-action del personaggio.
- Il personaggio sarebbe dovuto apparire in altri capitoli del franchise, principalmente nei due sequel programmati di Justice League dove avrebbe dovuto avere un ruolo centrale al pari di Thanos nel Marvel Cinematic Universe e come antagonista in un film basato sui Nuovi Dei cancellato a seguito dell'uscita di Zack Snyder's Justice League,[6] dopo l'insuccesso di Justice League la Warner Bros. ha preferito bloccare il progetto originale del franchise pensato inizialmente da Zack Snyder, anche dopo l'uscita della versione originale pensata dal regista e il successivo successo di quest'ultima il progetto non è stato continuato, nel 2022 con l'arrivo di James Gunn e Peter Safran come co-presidente e co-amministratore di DC Films (in seguito rinominati DC Studios), venne definitivamente chiuso il franchise optando per un soft-reboot.[7]

#### Film d'animazione
- Darkseid appare nei film d'animazione Superman/Batman: Apocalypse, Justice League: Gods and Monsters, Lego DC Super Heroes: Justice League: Legion of Doom all'attacco e Teen Titans Go! Vs. Teen Titans.
- Darkseid è l'antagonista principale del primo arco narrativo della serie cinematografica d'animazione DC Animated Movie Universe (Justice League: War, Il regno dei Superman e Justice League Dark: Apokolips War).

### Televisione

#### Serie televisive
Darkseid appare come antagonista principale nella decima ed ultima stagione della serie televisiva Smallville. Viene rappresentato come un'entità antichissima con un misterioso passato: si sa soltanto che è il malvagio signore dell'infernale pianeta Apokolips, e che ha un figlio, Orione, divenuto suo nemico mortale, che aveva già attaccato e corrotto vari mondi, prima di essere sconfitto dal figlio attraverso il suo magico arco. Si scopre inoltre che Darkseid, incarnando il Male nella sua forma più pura, era già apparso sulla Terra nei momenti più oscuri, apparendo anche come nemico nelle varie religioni, con vari nomi, tra cui Ade, Kālī e Lucifero. Sulla Terra, questa potentissima e oscura entità aliena ha vari seguaci, capitanati dalla sua "empia triade" di profeti: la Nonnina, una telepate direttrice di un orfanotrofio, in cui insegna alle bambine ad adorare il suo Signore Oscuro, trasformandole nelle Furie; Desaad, un abile torturatore col compito di piegare i corpi dei rivali di Darkseid; Gordon Godfrey, un persuasivo conduttore radiofonico col compito di plagiare le anime. Il simbolo di Darkseid è un'omega maiuscola, che lascia impressa sul cranio dei suoi seguaci e che rappresenta l'Apocalisse. Quando Clark Kent apre un portale per allontanare il malvagio generale kryptoniano Zod dalla Terra, crea involontariamente uno squarcio attraverso cui Darkseid riesce a tornare sulla Terra, dove appare come una grande nube di denso fumo nero, con sembianze umanoidi rocciose, occhi rossi, e spesso prende la forma di uno stormo di corvi.

#### Serie animate
- Darkseid appare come antagonista nell'ottava e nona stagione della serie animata I Superamici dove viene doppiato da Frank Welker mentre in italiano da Pietro Ubaldi.
- DC Animated Universe, Darkseid è uno degli antagonisti principali della saga d'animazione:
  - Appare come uno degli antagonisti principali nella serie animata Superman (tra cui Lex Luthor e Brainiac), dove è raffigurato come il sovrano assoluto del pianeta Apokolips che non si fermerà davanti a nulla per trovare l'inafferrabile Equazione Anti-Vita, che prevede di utilizzare per rimodellare l'universo a sua immagine. Nell'episodio in due parti Apokolips... Now, durante la sua prima invasione sulla Terra, Darkseid si confronta con i cittadini di Nuova Genesi, che ritengono la Terra sotto la loro protezione. A questo punto Darkseid sviluppa vari schemi per distruggere indirettamente la Terra, ad esempio attraverso la manipolazione del sindacato criminale di Metropolis Intergang. Nell'ultimo episodio in due parti di Attacco alla Terra, Darkseid tenta un'invasione finale della Terra facendo anche un lavaggio del cervello a Superman, facendogli credere di essere cresciuto sotto le sue cure. Dopo aver causato molta devastazione sulla Terra, Superman riesce a liberarsi dal controllo del perfido Darkseid e lo affronta su Apokolips. Durante il loro epico scontro finale, quando Darkseid tenta di utilizzare i suoi raggi Omega per dare il colpo finale, Superman copre gli occhi del tiranno, provocando una massiccia esplosione che si traduce in una sconfitta di Darkseid. Con stupore di Superman, però, gli schiavi di Darkseid arrivano in suo aiuto dopo lo scontro portando via il suo corpo ferito. Mentre se ne va, Darkseid spiega a Superman: "Sono molte cose, Kal-El, ma qui, io sono Dio.".
  - Appare in un episodio in due parti della serie animata Justice League. Apokolips viene invasa da Brainiac. Per salvare il suo pianeta, Darkseid e Brainiac si coalizzano per uccidere Superman. Fingendosi disperato, il dittatore si dirige dalla Justice League per chiedere loro aiuto. Superman, ancora arrabbiato per la reputazione macchiata dal lavaggio del cervello, si rifiuta, ma poi viene convinto da Batman. La Lega decide di soccorrere Apokolips, ma scoprono che era tutta una trappola. Con Superman neutralizzato, l'alleanza tra i due malvagi termina e Darkseid tenta di hackerare la base operativa di Brainiac posta in un meteorite. Durante il caos che segue, viene attivata l'autodistruzione e, dopo che Superman si è ripreso, con l'intenzione di uccidere Darkseid prima di lasciare il meteorite, lo affronta, ma Batman lo porta via prima del colpo di grazia e Darkseid muore nell'esplosione. La morte di Darkseid si farà sentire nei seguenti episodi incentrati su Apokolips.
  - Appare negli ultimi due episodi della serie animata Justice League Unlimited come il loro ultimo potentissimo avversario. Luthor, assieme a ciò che è rimasto della Legione del destino, ha intenzione di recuperare i resti di Brainiac dai rimasugli del meteorite e rinviene il DNA dell'AI, ma come lo ricompone, scopre con orrore che ha anche riportato in vita Darkseid, ora fuso con l'intelligenza tecnologica di Brainiac, distrugge la Legione (ma un gruppo si salva), torna su Apokolips interrompendo la guerra civile creatasi alla sua morte e infischiandosene del divieto di Nuova Genesi, attacca la Terra. I superstiti della Legione raggiungono la Lega e si coalizzano con loro per respingere l'invasione. Batman, Lex e Superman affrontano Darkseid al Daily Planet, dove Superman decide di far uso della sua piena potenza, dando filo da torcere al dittatore, tuttavia, Darkseid ha poi la meglio e sul punto di uccidere Superman, giunge Lex che, con l'aiuto di Metron, è entrato in possesso dell'Equazione dell'Anti-Vita e la porge a Darkseid. Toccandola, i due spariscono nel nulla.
- Appare sempre come antagonista in Batman: The Brave and the Bold, Young Justice, Teen Titans Go!, DC Super Hero Girls, Justice League Action e Harley Quinn.

### Videogiochi
- Superman: The Game
- Justice League Task Force
- Superman 64
- Superman: Shadow of Apokolips
- Justice League Heroes (boss finale)
- Mortal Kombat vs DC Universe: Darkseid appare come uno dei due antagonisti principali nel videogioco, assieme con Shao Kahn, in cui si uniscono dalle parti in due, nasce una nuova forma del personaggio, chiamato Dark Kahn. Alla fine del gioco, il Tiranno di Apokolips viene imprigionato nel Regno Occulto (Netherrealm), mentre Kahn viene esiliato nella Zona Fantasma.
- Injustice: Gods Among Us
- LEGO Batman 3: Gotham e oltre
- Puzzle & Dragons
- DC Universe Online
- Injustice 2 (come DLC)
- LEGO DC Super-Villains (boss finale)